# BioMarin Pharmaceutical
BioMarin Pharmaceutical ist ein US-amerikanisches Biotechnologieunternehmen mit Hauptsitz in San Rafael, Kalifornien. Es verfügt über Niederlassungen und Einrichtungen in den USA, Südamerika, Asien und Europa. Das Unternehmen ist spezialisiert auf lebensbedrohliche und seltene genetische Krankheiten. Das Kerngeschäft und das hauptsächliche Forschungsfeld von BioMarin sind Enzymersatztherapien. BioMarin war das erste Unternehmen, das Therapeutika für Mukopolysaccharidose Typ I (MPS I) durch Herstellung von Iduronidase (Aldurazyme, vertrieben von Genzyme Corporation) anbot. BioMarin war auch das erste Unternehmen, das Therapeutika gegen Phenylketonurie (PKU) anbot.
Ein weiterer Fokus von BioMarin ist die Gentherapie. So arbeitet das Unternehmen seit Jahren an der Option, die Hämophilie (Bluterkrankheit) mithilfe dieses Therapieprinzips zu behandeln. Im Unterschied zur konventionellen Therapie, die eine lebenslange Behandlung erfordert, soll die – einmalige – Gentherapie eine Heilung herbeiführen, auch wenn ca. 20–30 % Wirksamkeitsverlust nach 2–3 Jahren beobachtet wurde. Für die EU erfolgte die Zulassung 2022, in den USA im Juni 2023 mit der Indikation: für erwachsene Patienten mit schwerer Hämophilie A.

## Geschichte
Das Unternehmen wurde 1997 von Christopher Starr und Grant W. Denison Jr. mit Hilfe einer Investition von 1,5 Mio. US-Dollar von Glyko Biomedical gegründet. Private Investoren stellten im selben Jahr Kapital in Höhe von mehr als 11 Millionen US-Dollar zur Verfügung. Das Unternehmen ist seit 1999 börsennotiert. Es startete 1997 eine klinische Studie für Aldurazyme, sein erstes Medikament zur Indikation von Mucopolysaccharidosis Typ I. Seit 2003 darf BioMarin dieses Medikament in Europa und Nordamerika kommerziell vertreiben.
BioMarin Pharmaceutical übernahm im Laufe der Zeit mehrere kleinere Unternehmen, darunter 2014 das niederländische Biotechnologieunternehmen Prosensa, welches für eine Summe von 840 Millionen US-Dollar übernommen wurde.
2019 berichteten mehrere Medien, dass BioMarin die Freigabe des mehrfach erfolgreich getesteten Arzneistoffes Sapropterin (Kuvan) verweigert hatte, um finanziell zu profitieren. Mehrere Personen wurden dadurch geschädigt. Ein Testpatient musste deshalb aufgrund von Phenylketonurie wieder dauerhaft behindert leben.

## Produkte
- Laronidase (Handelsname: Aldurazyme), zugelassen in den USA und der EU zur Behandlung der Mukopolysaccharidose Typ I.[7] In Europa durch Genzyme vertrieben.[8]
- Galsulfase (Handelsname: Naglazyme) als Enzymersatztherapie zur Behandlung der Mukopolysaccharidose Typ VI (MPS VI).[7]
- Vosoritide zur Behandlung der Achondroplasie bei Kindern ab zwei Jahren.[7][9]

## Pipeline
- Im Juli 2021 begann die Europäische Arzneimittelagentur (EMA) mit der Validierung des Zulassungsantrags von BioMarin für Valoctocogene Roxaparvovec zur Behandlung von schwerer Hämophilie A.[10]
- Im September 2021 stoppt die FDA eine klinische Phase 1/2 Gentherapie-Studie BMN 307 Phearless bei Erwachsenen mit Phenylketonurie (PKU) aufgrund vorläufiger präklinischer Studienergebnisse.[11]